# Föreningen för smedsläktsforskning
Föreningen för smedsläktsforskning (FFS), är en svensk ideell förening för släktforskare med intresse för smeder och smedsläkter. Föreningen bildades 1994 av fyra smedsläktsforskare och har år 2025 cirka 700 medlemmar.

## Verksamhet
Föreningen för smedsläktsforskning arbetar med att samla, bearbeta och sprida information om smeder i Sverige. Genom systematiska genomgångar av historiska källor – som kyrkböcker, hammartingsprotokoll och andra dokument – samlas uppgifter in och registreras i Smeddatabasen. Denna databas har sedan 1990-talet publicerats i digital form genom Smedskivan, som från och med 2013 distribueras på USB-minne.
Föreningen har även publicerat en skriftserie med släktträd för olika smedsläkter. Tidskriften Smedforskaren utkommer regelbundet och innehåller artiklar om smeder, smedsläkter och deras arbetsplatser. Medlemmar och andra intresserade uppmanas att bidra med artiklar och bilder.
År 2013 gav Föreningen för smedsläktsforskning ut en bok om historiska bruk och smedjor i Västmanland, vilket blev inledningen på en bokserie om Sveriges brukshistoria. Serien består av nio landskapsvis ordnade volymer som behandlar brukens historia, ägandeförhållanden och de smeder som varit verksamma vid respektive bruk.

### Svenska smedsläkter
- Svenska smedsläkter.[2]

1. Svenska smedsläkter Nr. 1 Garneij, Köhler (2. uppl.). Bromma: Föreningen för smedsläktsforskning. 1997. Libris 8267444
2. Svenska smedsläkter. Nr. 2, Asp, Swartling. Bromma: Föreningen för smedsläktsforskning. 1996. Libris 8267447
3. Svenska smedsläkter. Nr. 3, Lögdström, Stockhaus. Bromma: Föreningen för smedsläktsforskning. 1996. Libris 8267446
4. Svenska smedsläkter. Nr. 4, Becker, Roxström, Silja, Wennerström. Bromma: Föreningen för smedsläktsforskning. 1997. Libris 8267448
5. Svenska smedsläkter Nr. 5 Carlberg, Hjulström, Thunman. Bromma: Föreningen för smedsläktsforskning. 1997. Libris 8267445
6. Svenska smedsläkter Nr. 6 Gevert, D. 1. Bromma: Föreningen för smedsläktsforskning. 1998. Libris 8267449
7. Svenska smedsläkter. Nr. 7, Broms, Hjerpe. Bromma: Föreningen för smedsläktsforskning. 1998. Libris 8267450
8. Svenska smedsläkter. Nr. 8, Gevert, D. 2. Bromma: Föreningen för smedsläktsforskning. 1999. Libris 8267451
9. Svenska smedsläkter Nr. 9 Hammarbäck, Nyqvist. Bromma: Föreningen för smedsläktsforskning. 1999. Libris 8267452
10. Svenska smedsläkter. Nr. 10, Gropp, Skönberg, Wennerström, del 2. Bromma: Föreningen för smedsläktsforskning. 2000. Libris 8267455
11. Svenska smedsläkter Nr. 11 Lybeck, Ringel, Vieweg. Bromma: Föreningen för smedsläktsforskning. 2000. Libris 8267453
12. Svenska smedsläkter. Nr. 12, Lögdqvist, Spångberg, Sverkström. Bromma: Föreningen för smedsläktsforskning. 2001. Libris 8267454
13. Svenska smedsläkter Nr. 13 Palm. Stockholm: Föreningen för smedsläktsforskning. 2001. Libris 8832361
14. Gustavsson Gustav, red (2002). Svenska smedsläkter Nr. 14 Brusk. Stockholm: Föreningen för smedsläktsforskning. Libris 14353968
15. Svenska smedsläkter Nr. 15 Lindberg. Sundbyberg: Föreningen för smedsläktsforskning. 2002. Libris 14353954
16. Svenska smedsläkter Nr. 16 Aldrin, Hammar, Ståhle. Stockholm: Föreningen för smedsläktsforskning. 2003. Libris 9357399
17. Svenska smedsläkter Nr. 17 Taberman, Wahlqvist. Stockholm: Föreningen för smedsläktsforskning. 2003. Libris 9322213
18. Svenska smedsläkter Nr. 18 Göthberg, Lang, Lodén, Tjernlund. Stockholm: Föreningen för smedsläktsforskning. 2005. Libris 9892344
19. Blästa Jörgen, red (2006). Svenska smedsläkter Nr. 19 Wård, Öhman. Sundbyberg: Föreningen för smedsläktsforskning. Libris 14353918
20. Svenska smedsläkter Nr. 20 Hane, del 1. Sundbyberg: Föreningen för smedsläktsforskning. 2006. Libris 14353908
21. Svenska smedsläkter Nr. 21 Berggren, Geschwind, Ljung, Reisman. Sundbyberg: Föreningen för smedsläktsforskning. 2007. Libris 10558829
22. Svenska smedsläkter Nr. 22 Axberg, Rolig, Örn. Solna: Föreningen för smedsläktsforskning. 2009. Libris 11611745
23. Svenska smedsläkter Nr. 23/24 Qvarfordt. Solna: Föreningen för smedsläktsforskning. 2010. Libris 11774504
24. Svenska smedsläkter Nr. 23/24 Qvarfordt. Solna: Föreningen för smedsläktsforskning. 2010. Libris 11774504
25. Svenska smedsläkter Nr. 25 Moberg, Sundfors. Solna: Föreningen för smedsläktsforskning. 2011. Libris 12139408
26. Svenska smedsläkter Nr. 26 Hellsberg, Malmlöf, Schilström, von Holtz. Solna: Föreningen för smedsläktsforskning. 2011. Libris 12303891
27. Svenska smedsläkter Nr. 27 Bjurström, Krän, Skeppström, Utter. Solna: Föreningen för smedsläktsforskning. 2011. Libris 12532424
28. Svenska smedsläkter Nr. 28 Hane. D. 2. Solna: Föreningen för smedsläktsforskning. 2012. Libris 12758807
29. Svenska smedsläkter Nr. 29 Dybeck, Toll. Solna: Föreningen för smedsläktsforskning. 2012. Libris 13487048
30. Svenska smedsläkter Nr. 30 Björnberg, Corell, Scherp, Öbrink. Solna: Föreningen för smedsläktsforskning. 2013. Libris 13918252
31. Svenska smedsläkter Nr. 31 Stake. Solna: Föreningen för smedsläktsforskning. 2013. Libris 14353766
32. Svenska smedsläkter Nr. 32 Dahlstedt, Spets, Tupp. Solna: Föreningen för smedsläktsforskning. 2014. Libris 17248154
33. Svenska smedsläkter Nr. 33 Broström, Borgström. Solna: Föreningen för smedsläktsforskning. 2015. Libris 18467922
34. Svenska smedsläkter Nr. 34 Brevits, Maxe, Siljeholm. Solna: Föreningen för smedsläktsforskning. 2016. Libris 22126831

- Berggren Ulf, red (2003). Svenska smedsläkter Bd 1. Stockholm: Fören. för smedsläktsforskning (FFS. Libris 8900287. ISBN 9197454206
- Berggren Ulf, red (2009). Svenska smedsläkter Bd 2. Solna: Föreningen för smedsläktsforskning (FFS. Libris 11611809. ISBN 9789163340833

### Svenska vallonsmedsläkter
1. Svenska vallonsmedsläkter Nr. 1 Bomblé, Garneij, Manheij. Solna: Föreningen för smedsläktsforskning. 2014. Libris 17248820

### Järnbruk i Sverige
- Hedenberg Örjan, Holz Sonia, Roslund Mari-Anne, red (2013). Järnbruk i Västmanland. Solna: Föreningen för smedsläktsforskning, FFS. Libris 19891089. ISBN 9789163733918
- Hedenberg Örjan, Roslund Mari-Anne, red (2014). Järnbruk i Värmland. Solna: Föreningen för smedsläktsforskning/FFS. Libris 17484148. ISBN 9789163763984
- Roslund Mari-Anne, Hedenberg Örjan, red (2015). Järnbruk i Södermanland. Solna: Föreningen för smedsläktsforskning/FFS. Libris 19301268. ISBN 9789163751301
- Järnbruk i Norrland. Solna: Föreningen för Smedsläktsforskning / FFS. 2016. Libris 21075862. ISBN 9789198321609
- Hedenberg Örjan, Roslund Mari-Anne, red (2017). Järnbruk i Västra Götaland. Solna: Föreningen för smedsläktsforskning / FFS. Libris 21490685. ISBN 9789198321616
- Hedenberg Örjan, Roslund Mari-Anne, red (2018). Järnbruk i Närke och Östergötland. Solna: Föreningen för smedsläktsforskning/FFS. Libris w6bxlvf8t18p2xv1. ISBN 9789198321623
- Hedenberg Örjan, Roslund Mari-Anne, red (2019). Järnbruk i Dalarna. [Lidingö]: Föreningen för smedsläktsforskning - FFS. Libris 9mffx88x7lztqgp2. ISBN 9789198321630
- Roslund Mari-Anne, Hedenberg Örjan, red (2020). Järnbruk i Småland och Blekinge. Lidingö: Föreningen för smedsläktsforskning/FFS. Libris cp6cr1p29hg36xk9. ISBN 9789198321647
- Hedenberg Örjan, Roslund Mari-Anne, red (2021). Järnbruk i Uppland. [Lidingö]: Föreningen för smedsläktsforskning - FFS. Libris 5kjc0jpr3cbf9s79. ISBN 9789198321661